# Новосмоленка
Новосмоле́нка (рос. Новосмоленка) — село у складі Бистроістоцького району Алтайського краю, Росія. Входить до складу Верх-Ануйської сільської ради.
Стара назва — Новосмоленське.

## Населення
Населення — 19 осіб (2010; 48 у 2002).
Національний склад (станом на 2002 рік):
- росіяни — 100 %